# اختلافات سرزمینی در دریای جنوبی چین

نقشه حضور کشورهای مختلف در جزایر اسپراتلی تا سال ۲۰۱۵

اختلافات سرزمینی در دریای جنوبی چین شامل ادعاهای متعارض جزیره‌ای و دریایی در دریای جنوبی چین توسط چندین کشور مستقل از جمله چین، تایوان، برونئی، مالزی، فیلیپین و ویتنام است. این اختلافات شامل جزایر، صخره‌ها، سواحل و دیگر ویژگی‌های منطقه، از جمله جزایر اسپراتلی، جزایر پاراسل، سد ساحلی اسکاربرو و مرزهای مختلف در خلیج تونکین است. آب‌های نزدیک جزایر ناتونای اندونزی، که برخی آن‌ها را از نظر جغرافیایی، بخشی از دریای جنوبی چین می‌دانند، نیز مورد مناقشه هستند. اختلافات دریایی همچنین فراتر از دریای جنوبی چین است، مانند جزایر سنکاکو و صخره سوکوترا که در دریای شرقی چین قرار دارند.
تخمین زده می‌شود که سالانه ۳٫۳۷ تریلیون دلار تجارت جهانی از طریق دریای جنوبی چین انجام می‌شود که یک‌سوم تجارت جهانی دریایی را تشکیل می‌دهد. همچنین ۸۰ درصد از واردات انرژی چین و ۳۹٫۵ درصد از کل تجارت چین از طریق دریای جنوبی چین انجام می‌شود. کشورهای مدعی، علاقه‌مند به حفظ یا به دست آوردن حقوق ذخایر ماهیگیری، اکتشاف و توانایی بهره‌برداری از نفت خام و گاز طبیعی در بستر دریا در بخش‌های مختلف دریای چین جنوبی و کنترل استراتژیک خطوط کشتیرانی مهم هستند. امنیت دریایی نیز یک مسئله است، زیرا اختلافات جاری، چالش‌هایی را برای کشتیرانی ایجاد می‌کند.
در سال ۱۹۳۲، فرانسه رسماً هر دو جزایر پاراسل و اسپراتلی را مدعی شد. چین و ژاپن هر دو اعتراض کردند. در ۶ آوریل ۱۹۳۳، فرانسه، اسپراتلی را اشغال و الحاق آن را اعلام کرد و آن را به‌طور رسمی در هندوچین فرانسه گنجاند.
در سال ۱۹۴۷، جمهوری چین (۱۹۴۹–۱۹۱۲)، حکومت وقت چین، اکثریت دریای جنوبی چین را قلمروی خود، اعلام کرد. در سال ۱۹۴۹، جمهوری خلق چین، حکومت فعلی چین، اعلام کرد که این ادعا را به ارث برده‌است.
در سال ۲۰۱۳، چین شروع به ساخت جزیره مصنوعی در جزایر اسپراتلی و جزایر پاراسل کرد. به گزارش رویترز، ساخت جزیره در دریای جنوبی چین، عمدتاً توسط ویتنام و فیلیپین، برای دهه‌ها در مقیاس کوچک ادامه داشت. در حالی که چین به بازی جزیره‌سازی دیر رسیده بود، تلاش‌هایش در مقیاسی بی‌سابقه بود. از سال ۲۰۱۴ تا ۲۰۱۶، بیش از همه کشورهای دیگر در طول تاریخ، سطح جزیره جدیدی ساخته بود و (برخلاف سایر مدعیان) تا سال ۲۰۱۶، تجهیزات نظامی در یکی از جزایر مصنوعی خود قرار داده بود. همچنین، گزارشی از صدای آمریکا در سال ۲۰۱۹ که کارزار جزیره‌سازی چین و ویتنام در دریای جنوبی چین را مقایسه کرد، بیان کرد که دلیل اینکه ماهیت پروژه جزیره‌سازی ویتنام (در مقایسه با چین) مورد انتقاد یا حمایت کم بین‌المللی قرار گرفته‌است، سرعت پایین‌تر و تصور گسترده دفاعی است.
اقدامات چین در دریای جنوبی چین به عنوان بخشی از استراتژی‌های برش سالامی یا تاکتیک کلم توصیف شده‌است. از سال ۲۰۱۵، ایالات متحده و سایر کشورها مانند فرانسه و بریتانیا، عملیات آزادی ناوبری را در منطقه انجام داده‌اند. در ژوئیه ۲۰۱۶، یک دادگاه داوری که بر اساس ضمیمه هفتم کنوانسیون حقوق دریاها تشکیل شده بود، علیه ادعاهای دریایی چین در داوری دریای جنوبی چین رای داد. دادگاه، دربارهٔ مالکیت جزایر یا تعیین مرزهای دریایی، حکمی صادر نکرد. هر دوی چین و تایوان اعلام کردند که دادگاه را به رسمیت نمی‌شناسند و اصرار داشتند که موضوع باید از طریق مذاکرات دوجانبه با سایر مدعیان حل شود. در ژانویه ۲۰۲۲، وزارت امور خارجه ایالات متحده آمریکا، ادعاهای چین در دریای جنوبی چین را «غیرقانونی» خواند.